# Maidenhead Locator System
Maidenhead Locator System, souvent abrégé en Locator, est un système de localisation utilisé par les radioamateurs. Le nom provient de la localité anglaise, Maidenhead, où le système a été proposé pour la première fois en 1980 par le radioamateur anglais John Morris (GM4ANB) lors d'une réunion d'opérateurs VHF. Il supplante les anciens systèmes (QRA-locator (1959), QTH-locator (1972)). Il permet de transmettre une localisation en peu de lettres, ce qui est utile pour les transmissions lentes, comme en morse.
L'encodage utilise une série de paires de lettres et de chiffres. Le premier signe d'une paire concerne la longitude, le second la latitude.
- La première paire constituée de lettres (A..R) désigne un 'champ' ('field') de 20 degrés sur 10.
- La seconde paire constituée de chiffres (0..9) le subdivise en 'carrés' ('squares') de 2 degrés sur 1.
- La troisième paire constituée de lettres (A..X) donne des 'sous-carrés' ('subsquares') de 5 minutes sur 2,5.
- La quatrième paire constituée de chiffres (0..9) étend la localisation jusqu'à 30 secondes sur 15.

('R' est la dix-huitième lettre de l'alphabet, 'X' la vingt-quatrième, cela permet un codage compact du système sexagésimal)
Par exemple, la tour Eiffel, qui se trouve en longitude 2.2946 est (2° 17' 40" E), latitude 48.8587 nord (48° 51' 31" N) est localisée en JN18du. La longitude est 'J':(10*20)-180 + '1':1*2 (2 degrés est) + 'd':3*5' (15 minutes d'arc); la latitude est 'N':(13*10)-90 + '8':8 (48 degrés nord) + 'u':20*2,5 (50 minutes d'arc) (à vérifier).

Les champs sont divisés en 100 carrés.

Il existe de nombreux utilitaires pour effectuer l'encodage et le décodage des localisations.